# Eureka Seven
Eureka 7 или Eureka Seven: Psalms of Planets (яп. 交響詩篇エウレカセブン Ко:кё:сихэн Эурэка Сэбун) — аниме студии Bones. Концепции аниме и компьютерной игры «Eureka Seven vol.1: New Wave» легли в основу одноимённой манги. Также, сериал был адаптирован в серию ранобэ. В начале марта, студия Bones объявила о производстве трёх полнометражных фильмов, связанных с франчайзом «Эврика Семь», под общим названием «Эврика Семь: Хай-Эволюция» (Kōkyōshihen Eureka Seven Hi-Evolution). Фильмы будут приквелом и пересказом событий оригинального сериала, вышедшего в 2005-м. Первый из них появился на экранах кинотеатров Японии в 2017-м году, два следующих — в 2018-м и 2019-м соответственно, а к работе привлечён практически весь авторский состав, который занимался сериалом.

## Сюжет
В сериале рассказывается история о 14-летнем Рентоне Торстоне (Renton Thurston), который живёт со своим дедушкой-механиком. Его жизнь кардинально изменилась после того, как в его дом врезался мех «Нирваш» («Nirvash typeZERO»), пилотом которого была девочка по имени Эврика (Eureka). Она попросила помочь отремонтировать «Нирваш».
Влюбившись с первого взгляда в пилота легендарного «типа ЗЕРО», Рентон решает оставить свою жизнь в родном городке и посвятить себя защите Эврики.
Переданный его дедушкой Амита-драйв, будучи подключённым к Нирваш, которого он должен «пробудить», вызывает огромный всплеск энергии, способной разрушить все вокруг, чем спасает Эврику и Рентона от гибели. Однако после боя Нирваш уже не может обходиться без своего второго пилота, которым поневоле стал Рентон Торстон, сын легендарного учёного Адрока Торстона, с именем которого связано явление «Первого Лета Любви».
Получив в связи с этим приглашение от лидера группы повстанцев Холланда присоединиться к его команде и попав таким образом в штаб антиправительственной группировки вольных рифтеров — корабль «Гекко-Го» — фанатом которых он являлся, став пилотом легендарного ЛФО и получив возможность находиться рядом с любимым человеком Рентон поначалу чувствует себя на седьмом небе.
Однако очень скоро он понимает, что реальность и его мечты сильно расходятся, а за по-настоящему большую любовь придётся заплатить по-настоящему большую цену…

## Список персонажей
Рэнтон Торстон (яп. レントン・サーストン) — сын покойного военного героя Адрока Торстона и пилот Nirvash typeZERO. Он очень общительный и эмоциональный человек, с сильными идеалами и состраданием, из-за чего он влезает в дела, даже не понимая что происходит. До прихода в Gekkostate, он жил со своим дедом Акселем Торстоном в Беллфоресте, ходил в школу и учился на механика в магазине деда. Будучи в некоторой степени знаменитостью, как сын Спасителя, Рэнтон чувствует себя неловко. Его фамилия известна во всём мире, и он постоянно чувствует, как будто он живёт в тени своего отца. Рэнтон считает, что Адрок был плохим отцом и променял семью на исследования.
Сэйю: Юко Сампэй
Эврика (яп. エウレカ) — пилот ЛФО Нирваш тип-Зеро. На вид ей 14-16 лет, с бледно-бирюзовыми волосами. Окружающим очень сложно по её лицу определить её эмоции, так как из-за малого опыта она зачастую не может понять как реагировать на события. Однако постепенно она становится похожа на настоящую девушку. В рецензии «Anime News Network» отмечается, что Эврика поначалу похожа на клон Рей Аянами из Евангелиона. Хотя и может стать чем-то большим.
Сэйю: Каори Надзука
Холланд Новак (яп. ホランド・ノヴァク) — (29 лет) — возглавляет Штат Гекко, управляет ЛФО «Терминус» тип-R909 и «Морской Дьявол» тип-B303. Идол читателей «ray=out», легенда риф-бордистов, лидер команды «Гекко-Го». Заклятый враг для пилотов КЛФ и дезертир. Зачастую уступает роль героя другим, хотя имеет все шансы стать им самому.
Сэйю: Кэйдзи Фудзивара
Тальхо (яп. タルホ・ユーキ) — (26 лет) — пилот «Гекко-Го». Впоследствии она уступает пилотское кресло Мундогги и становится капитаном. В кругу её обязанностей — информационная разведка и поддержание связи с военными, которых она знала ещё со времён службы в армии.
Сэйю: Митико Нэя
Хап (яп. ハップ) — (29 лет). боевой пост — справа от пилота: контроль уровня траппара в крыльях «Гекко-Го». Совмещает обязанности штурмана (наряду с Холландом) и бухгалтера: контролирует денежные потоки и ведёт переговоры о работе и оплате труда. Также он отвечает за информационную разведку, и хотя его осведомлённость по некоторым вопросам вызывает сомнения, на нём лежит проверка всех данных, включая информацию о возможных заказчиках и оценку текущей ситуации в армии.
Сэйю: Таро Ямагути
Mischa (яп. ミーシャ) — (40 лет) — к Штату Гекко присоединилась для того, чтобы продолжать исследование Эврики и Нирваш, однако в результате осталась на корабле в качестве медика. Как и у других членов команды, круг её обязанностей довольно широк. Она выписывает лекарства, проводит хирургические операции и следит за состоянием здоровья членов экипажа, а также тех, кто в этом нуждается особо. Она же контролирует наличие медицинских препаратов и других вспомогательных средств и сообщает Хильде о текущем состоянии дел.
Сэйю: Ёко Соми
Мундогги (яп. ムーンドギー) — (16 лет) долгое время был юнгой — ни своего дела, ни постоянного боевого поста, ни чётко обозначенных обязанностей. Создаётся впечатление, что Мундогги приняли в Штат Гекко «по приколу»: у Лидера было хорошее настроение, а юноша очень ловко управлялся с доской, да и акцент у него был, ну просто обхохочешься. В результате получилось так, что Мундогги занимался чем придётся: то разбирал счета по поручению Хапа, то помогал Уозу и Джобзу следить за показателями приборов, то заливал воду во время стоянок. А в свободное время носился по волнам траппара с Гиджет, Хильдой и Мэтью.
Сэйю: Мамору Мияно
Мэтью (яп. マシュー) — (25 лет) — пилотирует 606-й «Терминус», но судя по всему, ЛФО ему нравятся, потому что они летают, а не потому, что стреляют. Он рифбордист и диджей, поклонник гармонии и здорового образа жизни — как бы человек из мира сёрфинга, сменивший океанскую волну на траппар и продолжающий наслаждаться полётами и свободой. В отличие от других «взрослых» членов команды, у Мэтью нет дополнительных обязанностей: только рифинг и музыка. Но в обеих сферах он вырабатывается по максимуму.
Сэйю: Акио Накамура
Кэн-Го (яп. ケンゴー) — (45 лет) по прозвищу «Маэстро», — самый старший из боевой части экипажа «Гекко-Го», тот, чей авторитет и боевой опыт не уступают показателям Лидера Штата Гекко. Кен-Го выполняет обязанности главного стрелка — управляет лазерными пушками. Его пост — на капитанском мостике, по левую руку от Тальхо. Когда же место пилота занял неопытный Мундогги, Кен-Го тут же стал строгим и придирчивым инструктором.
Сэйю: Тамио Оки
Джобс (яп. ジョブズ) — (Jobs, яп. ジョブズ, Симура Томоюки) и Уоз (Woz, яп. ウォズ, Нагасима Юити) — два человека, которые не участвуют в сражениях и не управляют ЛФО, но без которых Штату Гекко не обойтись. Первый заведует «железом» — исполняет обязанности механика и главного инженера. Его пост — в диспетчерской, где он следит за работой двигателя. Второй отвечает за «софт» — он и программист, и хакер, а вдобавок и радист. Постоянный пост Уоза — на командном мостике.
Сэйю: Томоюки Симура
Гиджет (яп. ギジェット) — (15 лет) — связистка. Её рабочее место на командном мостике. Достоверно неизвестно каким образом она оказалась на корабле.
Сэйю: Фумиэ Мидзусава
Хильда (яп. ヒルダ) — (28 лет) — пилотирует 808-й «Терминус». Её отличают высокий уровень профессионализма и привычка ходить с кобурой на бедре.
Сэйю: Маюми
Стоунэр (яп. ストナー) — (30 лет) — фотограф, журналист и хроникёр Штата Гекко. По его же признанию он «никудышный вояка», однако хорошо управляется с журналистским пером, предлагая читателям «ray=out» альтернативную информацию об окружающем мире.
Сэйю: Ясунори Мацумото
Гонзи (яп. ゴンジイ) — по внешнему виду старше всех в Штате Гекко. Он и ведёт себя как хрестоматийный Мудрец, покуривая трубочку и угощая всех желающих чаем. Вероятно, это зелёный японский чай маття — горький, буровато-зелёный или зелёный. В конечном итоге оказывается разведчиком неизвестной расы, лишь наблюдающий за Эврикой и её успехами.
Сэйю: Такко Исимори

### «Дети» Эврики
На «Гекко-Го» есть трое маленьких детей, зовущих Эврику своей мамой. По сюжету Эврика нашла их в городе Цидадес-дель-Сьело во время охоты на водарековского первосвященника Норбу. В то время она, будучи ещё «пустой куклой», служила в Силах особого назначения вместе с Холландом. Выполняя задание, Эврика убивала всех подряд, в том числе от её руки пали и родители её будущих детей. Когда она случайно обнаружила спрятавшихся детей, то неожиданно для себя самой закрыла малышей своим телом от камня упавшего сверху, а позже забрала с собой. Когда на «Гекко-Го» появился Рэнтон, то вся троица, успевшая привыкнуть к маме, как они называли Эврику, и Штату Гекко, восприняли его как угрозу и развернули кампанию травли, надеясь выжить мальчика. Позднее они изменили своё отношение к Рэнтону, со временем начав воспринимать его как папу. На момент начала основных событий сериала Морису было 5 лет, Метер — 4 года, а Линку — 3 года.
Интересны два факта. Во-первых, все трое детей происходят из водарековского города, но относятся они к разным расам: девочка Метер ярко выраженный европеоид, а мальчики Морис и Линк принадлежат к азиатской и негроидной расам соответственно. Во-вторых, имена детей, если их расставить по возрасту, образуют имя и фамилию известного бельгийский писателя, драматурга и философа Мориса Метерлинка.

### Враги Штата Гекко
Дьюи Новак (яп. デューイ・ノヴァク) — (36 лет) — главный антагонист, единственный злодей по убеждениям, а не по заблуждениям. Капитан Юргенс, Бимзы, Мудрецы Совета, даже дети Агеха — поступки каждого можно оправдать или как-то объяснить. И только Дьюи, посвящённый едва ли не во все тайны, действует, полностью осознавая, что именно он творит.
Сэйю: Кодзи Цудзитани
Анэмонэ (яп. アネモネ) — (16 лет) — пилот ЗеЭнд, девушка с пепельно-розовыми волосами и сложным характером. Одна из девочек-сирот с синдромом отчаянья из Варшавы, Анемона была «переделана» в Фонде Новака и превращена в «копию» Эврики. Однако себя Анемона считает оригиналом, а Эврику — своей копией. По сериалу является наркоманкой. Наркотик ей позволяет управлять ЗеЭнд.
Сэйю: Ами Косимидзу
Доминик Сориэл (яп. ドミニク・ソレル) — (20 лет) — молодой офицер Разведслужбы, один из сторонников Дьюи. Родители Доминика погибли в локальном конфликте, когда он был ребёнком. Рано связав свою жизнь с армией, он поступил в Разведслужбу Федерации. Там он попал под влияние подполковника Дьюи Новака и был посвящён в подробности «Плана Агеха». Поставлен наблюдателем над Анэмонэ в итоге влюбляется в неё и всячески пытается облегчить её страдания.
Сэйю: Сигэнори Ямадзаки

### Наёмники
Чарльз Бимс (яп. チャールズ・ビームス) — если бы нужно было описать Чарльза одним словом, то это было бы имя «Рэй». Такая любовь похожа на предназначение, высшее счастье или проклятие — у кого как сложится. Чарльзу повезло: его прекраснейшая Рэй отвечала взаимностью. Ну, а он готов был на что угодно, лишь бы сделать её счастливой.
Сэйю: Дзюрота Косуги
Рэй Бимс (яп. レイ・ビームス) — её жизнь словно поделена на две половины: до и после трагедии, в результате которой она стала бесплодной. Кажется странным, что такой первоклассный боец, ни в чём не уступающий многим асам СОФ, впадает в депрессию и начинает терзаться из-за чисто женской проблемы. Рифинг, музыка, Чарльз, любимая работа — она получила всё то, о чём только можно было мечтать. Однако не может иметь детей. Бимсы взяли под свою опеку Рентона, когда тот покинул Гекко-го.
Сэйю: Ая Хисакава

### Торстоны
Аксель Торстон (яп. アクセル・サーストン) — Дедушка Рентона, опытный механик, воспитавший Рентона в Беллфоресте. Строгий, но искренне любящий своего внука. Именно он вручает Рентону Амита-драйв, когда тот уходит с членами штата Гекко. Впоследствии Аксель Торстон не раз выручает Рентона.
Сэйю: Такэси Аоно
Адрок Торстон (яп. アドロック・サーストン)
Дианэ Торстон (яп. ダイアン・サーストン) — Старшая сестра Рентона. Её лицо долго не показывают зрителю. К концу аниме выясняется, что Дианэ была первой любовью Холланда Новака. После смерти отца, Диана собирала информацию о Скаб Коралле.
Сэйю: Сакико Тамагава

## Музыка
Открывающие темы (opening)
- «Days» : сер. 1-13

Исполняет: Flow
- «Shounen Heart» : сер. 14-26

Исполняет: Home Made Kazoku
- «Taiyo no Mannaka he» (яп. 太陽の真ん中へ) : сер. 27-39

Исполняет: Bivattchee
- «Sakura» : сер. 40-50

Исполняет: NIRGILIS
Закрывающие темы (ending)
- «Himitsu Kichi» : сер. 1-13,26

Исполняет: Кодзуэ Такада
- «Fly Away» : сер. 14-25

Исполняет: Идзава Асами
- «Tip Taps Tip» : сер. 27-39

Исполняет: HALCALI
- «Canvas» : сер. 40-50

Исполняет: COOLON
Музыка, звучавшая в отдельных сериях сериала (insert songs)
- «Storywriter» : сер. 1, 2, 6, 10, 15, 26, 33, 39

Исполняет группа Supercar
- «Niji» (虹, «Радуга») : серия 50

Исполняет Denki Groove
Песня, звучавшая в полнометражном фильме (movie theme)
- «Space Rock»

Исполняет группа iLL под упр. Кодзи Накамура

## Другое

### Манга
26 июля 2005 года ежемесячный манга-журнал Shonen Ace начал публикацию манга-адаптации аниме-сериала под тем же названием. Авторами стали Дзинсэй Катаока и Кадзума Кондо. Несмотря на общее название и то, что манга была основана на истории рассказанной в сериале, её сюжет и концовка значительно отличаются от аниме. Публикация манги была закончена 16 сентября 2006 года. В общей сложности было напечатано 23 главы, позже выпущенные отдельным изданием в шести томах.
В том же 2005 году в журнале Comptiq начата публикация второй манга-адаптации под названием Eureka Seven: Gravity Boys and Lifting Girl (яп. エウレカセ ブン グラヴィティボーイズ&リフティングガール Eureka sebun  guravuiti bōizu & rifutin gugāru), сделанная Мики Кидзуки. Публикация шла параллельно первой и закончилась чуть позже, 26 сентября 2006 года. Позже была выпущена отдельным изданием в двух томах. В этой манге были задействованы герои видеоигр Eureka Seven vol. 1: The New Wave и Eureka Seven vol. 2: New Vision.
В период с 29 октября 2005 года по 31 мая 2006 года издательство Sneaker Bunko выпустило 4 тома ранобэ, основанные на сюжете аниме-сериала. Написал их Томонори Сугихара, проиллюстрировал Робин Кисивада. Как и манга, лайт-новелы отличались от сериала. 1 мая 2009 года опубликована лайт-новела Томонори Сугихара написанная по мотивам полнометражного аниме-фильма Eureka Seven: Good Night, Sleep Tight, Young Lovers.

### Фильм
В мае 2008 года журнал об аниме и манге Newtype сообщил о решении студии Bones снять полнометражный аниме-фильм Eureka Seven: good night, sleep tight, young lovers (яп. 交響詩篇エウレカセブン ポケットが虹でいっぱい Kōkyōshihen Eureka Sebun: Poketto ga Niji de Ippai, также известен как «Полный карман радуги»). Режиссёром стал Томоки Кёда. Снимали фильм совместно студии Bones и Kinema Citrus. Премьера была назначена на 25 апреля 2009 года, во время «Золотой недели». Главными героями фильма были, как и в сериале, Рэнтон и Эврика, но действие происходило в альтернативной вселенной. Помимо Японии, фильм также был показан в США и Канаде на фестивале Fantasia в Монреале 28 июля 2009 года.

### Видеоигры
По мотивам сериала Eureka Seven студия Bandai разработала три видеоигры. Первый стала Eureka Seven vol. 1: The New Wave (яп. エウレカセブン TR1:NEW WAVE Eureka sebun TR1: Nyū uēbu), выпущенная в Японии 27 октября 2005 года и в Северной Америке 24 октября 2006 года. Действие игры происходит за два года до аниме. Следующая игра, Eureka Seven vol. 2: The New Vision (яп. エウレカセブン NEW VISION Eureka sebun nyū bijon), вышла в Японии 11 мая 2006 года и в Северной Америке 17 апреля 2007 года. Действие этой игры происходило через два года после событий New Wave. Обе игры были выпущены для PlayStation 2 и включали музыкальную тему Realize в исполнении Flow. Ещё одна игра, Eureka Seven: Psalms of Planets, основанная на событиях сериала, вышла в Японии 6 апреля 2006 года для PlayStation Portable.
В 2008 году в серии тактических ролевых игр Super Robot Wars вышла игра Psalm of Planets Eureka Seven. В 2011—2012 годах в этой же серии вышла игра по мотивам полнометражного фильма «Полный карман радуги».